# Eulophinusia hyatti
Eulophinusia hyatti är en stekelart som först beskrevs av Girault 1915.  Eulophinusia hyatti ingår i släktet Eulophinusia och familjen finglanssteklar. Inga underarter finns listade i Catalogue of Life.